# Rosa Venerini
Rosa Venerini (Viterbo, 9 de febrero de 1656 - Roma, 7 de mayo de 1728) fue una religiosa, fundadora de la congregación religiosa de las Maestras Pías Venerini. Es venerada como santa por la Iglesia católica.

## Biografía
Hija espiritual de los jesuitas, en 1685 abrió en Viterbo una "escola pía" destinada a la instrucción y educación religiosa de los jóvenes más pobres. Para gestionarla, fundó una congregación religiosa que, con el apoyo del cardenal Marcantonio Barbarigo, el instituto se extendió por otras ciudades del Lacio y en Roma, donde Venerini confió las escuelas a Lucía Filippini, ya que el cardenal Barbarigo no quería que la congregación salió de la diócesis de Viterbo.

## Veneración
Rosa Venerini fue beatificada por Pío XII en 1952 y canonizada por Benedicto XVI el 15 de octubre de 2006. Su fiesta litúrgica es el 7 de mayo.
- Datos: Q434886
- Multimedia: Rose Venerini / Q434886